# Transat anglaise 2016
Pour les articles homonymes, voir Transat.
Navigation
Édition précédente Édition suivante
La Transat anglaise 2016, officiellement The Transat Bakerly 2016, est la quatorzième édition de cette course transatlantique en solitaire. Cette édition de la Transat anglaise s'est élancée de Plymouth, au Royaume-Uni, à destination de New York, aux États-Unis, le 2 mai 2016, soit une distance théorique de 3 050 milles. 
La flotte est répartie en quatre classes : Ultime, Multi50, IMOCA et Class40. Loïck Peyron, triple vainqueur de l'épreuve, prend le départ à la barre de Pen Duick II, à bord duquel Éric Tabarly a remporté l'édition 1964.

## Concurrents

### Ultime
| François Gabart | France | Macif         | 2015 | VPLP        | 1er | 10 mai | 8 jours, 8 heures, 54 minutes 39 secondes      | 15,18 nœuds (théorique) 23,11 nœuds (réel sur 4 643 milles) |
| Thomas Coville  | France | Sodebo Ultim' | 2014 | VPLP        | 2e  | 11 mai | 8 jours, 18 heures, 32 minutes et 2 secondes   | 14,87 nœuds (théorique) 22,11 nœuds (réel sur 4 656 milles) |
| Yves Le Blevec  | France | Actual        | 2007 | Nigel Irens | 3e  | 13 mai | 10 jours, 12 heures, 15 minutes et 59 secondes | 12,09 nœuds (théorique) 16,91 nœuds (réel sur 4 267 milles) |

### Multi 50
| Classe Multi 50 : multicoques 50 pieds (5 inscrits) | Classe Multi 50 : multicoques 50 pieds (5 inscrits) | Classe Multi 50 : multicoques 50 pieds (5 inscrits) | Classe Multi 50 : multicoques 50 pieds (5 inscrits) | Classe Multi 50 : multicoques 50 pieds (5 inscrits) | Classe Multi 50 : multicoques 50 pieds (5 inscrits) | Classe Multi 50 : multicoques 50 pieds (5 inscrits) | Classe Multi 50 : multicoques 50 pieds (5 inscrits) | Classe Multi 50 : multicoques 50 pieds (5 inscrits)         | Classe Multi 50 : multicoques 50 pieds (5 inscrits) | Classe Multi 50 : multicoques 50 pieds (5 inscrits) |
| Concurrents                                         | Concurrents                                         | Bateau                                              | Bateau                                              | Bateau                                              | Classement                                          | Arrivée                                             | Arrivée                                             | Arrivée                                                     |                                                     |                                                     |
| Skipper                                             | Nationalité                                         | Nom du bateau                                       | Lancement                                           | Architecte                                          | Classe                                              | Date                                                | Temps                                               | Moyennes (nœuds)                                            |                                                     |                                                     |
| --------------------------------------------------- | --------------------------------------------------- | --------------------------------------------------- | --------------------------------------------------- | --------------------------------------------------- | --------------------------------------------------- | --------------------------------------------------- | --------------------------------------------------- | ----------------------------------------------------------- | --------------------------------------------------- | --------------------------------------------------- |
| Gilles Lamiré                                       | France                                              | La French Tech Rennes Saint-Malo                    | 2009                                                | Nigel Irens                                         | 1er                                                 | 14 mai                                              | 12 jours, 7 heures, 51 minutes et 17 secondes       | 10,31 nœuds (théorique) 13,85 nœuds (réel sur 4 090 milles) |                                                     |                                                     |
| Lalou Roucayrol                                     | France                                              | Arkema                                              | 2013                                                | Romaric Neyhousser                                  | 2e                                                  | 16 mai                                              | 14 jours, 7 heures, 13 minutes et 20 secondes       | 8,89 nœuds (théorique) 12,23 nœuds (réel sur 4 199 milles)  |                                                     |                                                     |
| Pierre Antoine                                      | France                                              | Olmix                                               | 1991                                                | J.P. Brouns                                         | 3e                                                  | 19 mai                                              | 16 jours, 14 heures, 29 minutes et 23 secondes      | 7,65 nœuds (théorique) 9,34 nœuds (réel sur 3 721 milles)   |                                                     |                                                     |
| Erik Nigon                                          | France                                              | Vers un monde sans Sida                             | 1988                                                | Nigel Irens                                         | 4e                                                  | 19 mai                                              | 16 jours, 18 heures, 32 minutes et 33 secondes      | 7,58 nœuds (théorique) 11,31 nœuds (réel sur 4 553 milles)  |                                                     |                                                     |
| Erwan Le Roux                                       | France                                              | FenêtréA Cardinal                                   | 2009                                                | VPLP                                                | Abandon le 4 mai (bris du flotteur bâbord)          | Abandon le 4 mai (bris du flotteur bâbord)          | Abandon le 4 mai (bris du flotteur bâbord)          | Abandon le 4 mai (bris du flotteur bâbord)                  | Abandon le 4 mai (bris du flotteur bâbord)          |                                                     |

### IMOCA
| Classe 60 pieds IMOCA : monocoques (6 inscrits) | Classe 60 pieds IMOCA : monocoques (6 inscrits) | Classe 60 pieds IMOCA : monocoques (6 inscrits) | Classe 60 pieds IMOCA : monocoques (6 inscrits) | Classe 60 pieds IMOCA : monocoques (6 inscrits) | Classe 60 pieds IMOCA : monocoques (6 inscrits) | Classe 60 pieds IMOCA : monocoques (6 inscrits) | Classe 60 pieds IMOCA : monocoques (6 inscrits) | Classe 60 pieds IMOCA : monocoques (6 inscrits)             | Classe 60 pieds IMOCA : monocoques (6 inscrits) |
| Concurrents                                     | Concurrents                                     | Bateau                                          | Bateau                                          | Bateau                                          | Classement                                      | Arrivée                                         | Arrivée                                         | Arrivée                                                     |                                                 |
| Skipper                                         | Nationalité                                     | Nom du bateau                                   | Lancement                                       | Architecte                                      | Classe                                          | Date                                            | Temps                                           | Moyennes (nœuds)                                            |                                                 |
| ----------------------------------------------- | ----------------------------------------------- | ----------------------------------------------- | ----------------------------------------------- | ----------------------------------------------- | ----------------------------------------------- | ----------------------------------------------- | ----------------------------------------------- | ----------------------------------------------------------- | ----------------------------------------------- |
| Armel Le Cléac'h                                | France                                          | Banque populaire VIII                           | 2015                                            | Verdier / VPLP                                  | 1er                                             | 14 mai                                          | 12 jours, 2 heures, 28 minutes et 39 secondes   | 10,50 nœuds (théorique) 12,91 nœuds (réel sur 3 751 milles) |                                                 |
| Vincent Riou                                    | France                                          | PRB                                             | 2010                                            | Verdier / VPLP                                  | 2e                                              | 14 mai                                          | 12 jours, 4 heures, 50 minutes et 11 secondes   | 10,42 nœuds (théorique) 12,74 nœuds (réel sur 3 730 milles) |                                                 |
| Jean-Pierre Dick                                | France                                          | StMichel-Virbac                                 | 2015                                            | Verdier / VPLP                                  | 3e                                              | 15 mai                                          | 12 jours, 17 heures, 28 minutes et 7 secondes   | 9,98 nœuds (théorique) 12,13 nœuds (réel sur 3 706 milles)  |                                                 |
| Paul Meilhat                                    | France                                          | SMA                                             | 2011                                            | Verdier / VPLP                                  | 4e                                              | 16 mai                                          | 14 jours, 5 heures, 5 minutes et 14 secondes    | 8,94 nœuds (théorique) 12,06 nœuds (réel sur 4 112 milles)  |                                                 |
| Richard Tolkien                                 | Royaume-Uni                                     | 44                                              | 1998                                            | Finot-Conq                                      | Abandon le 13 mai (blessure)                    | Abandon le 13 mai (blessure)                    | Abandon le 13 mai (blessure)                    | Abandon le 13 mai (blessure)                                | Abandon le 13 mai (blessure)                    |
| Sébastien Josse                                 | France                                          | Edmond de Rothschild                            | 2015                                            | Verdier / VPLP                                  | Abandon le 4 mai (grand-voile déchirée)         | Abandon le 4 mai (grand-voile déchirée)         | Abandon le 4 mai (grand-voile déchirée)         | Abandon le 4 mai (grand-voile déchirée)                     | Abandon le 4 mai (grand-voile déchirée)         |

### Class 40
| Thibaut Vauchel-Camus | France      | Solidaires en peloton ARSEP | 2014 | Sam Manuard  | 1er                                   | 20 mai                                | 17 jours, 12 heures, 42 minutes et 56 secondes | 7,25 nœuds (théorique) 9,04 nœuds (réel sur 3 804 milles) |                                       |
| Louis Duc             | France      | Carac                       | 2008 | Marc Lombard | 2e                                    | 20 mai                                | 17 jours, 23 heures, 54 minutes et 40 secondes | 7,06 nœuds (théorique) 9,14 nœuds (réel sur 3 947 milles) |                                       |
| Phil Sharp            | Royaume-Uni | Imerys                      | 2014 | Sam Manuard  | 3e                                    | 21 mai                                | 19 jours, 31 minutes et 5 secondes             | 6,68 nœuds (théorique) 8,32 nœuds (réel sur 3 798 milles) |                                       |
| Edouard Golbery       | France      | Région Normandie            | 2014 | Finot-Conq   | 4e                                    | 22 mai                                | 19 jours, 18 heures, 3 minutes et 30 secondes  | 6,43 nœuds (théorique) 8,39 nœuds (réel sur 3 979 milles) |                                       |
| Robin Marais          | France      | Esprit Scout                | 2009 | Marc Lombard | 5e                                    | 22 mai                                | 19 jours, 19 heures et 33 minutes              | 6,41 nœuds (théorique) 8,04 nœuds (réel sur 3 824 milles) |                                       |
| Anna-Maria Renken     | Allemagne   | Nivea                       | 2014 | Finot-Conq   | 6e                                    | 24 mai                                | 21 jours, 13 heures, 19 minutes et 25 secondes |                                                           |                                       |
| Hiroshi Kitada        | Japon       | Kiho                        | 2015 | Finot-Conq   | 7e                                    | 25 mai                                | 22 jours, 18 heures, 3 minutes et 45 secondes  |                                                           |                                       |
| Isabelle Joschke      | Allemagne   | Generali                    | 2013 | Marc Lombard | Abandon le 14 mai (voie d'eau)        | Abandon le 14 mai (voie d'eau)        | Abandon le 14 mai (voie d'eau)                 | Abandon le 14 mai (voie d'eau)                            | Abandon le 14 mai (voie d'eau)        |
| Armel Tripon          | France      | Black Pepper                | 2014 | Sam Manuard  | Abandon le 10 mai (avaries multiples) | Abandon le 10 mai (avaries multiples) | Abandon le 10 mai (avaries multiples)          | Abandon le 10 mai (avaries multiples)                     | Abandon le 10 mai (avaries multiples) |
| Maxime Sorel          | France      | V and B                     | 2015 | Sam Manuard  | Abandon le 4 mai (collision)          | Abandon le 4 mai (collision)          | Abandon le 4 mai (collision)                   | Abandon le 4 mai (collision)                              | Abandon le 4 mai (collision)          |

### Pen Duick
| Pen Duick : monocoque de 13,60 m (1 inscrit) | Pen Duick : monocoque de 13,60 m (1 inscrit) | Pen Duick : monocoque de 13,60 m (1 inscrit) | Pen Duick : monocoque de 13,60 m (1 inscrit) | Pen Duick : monocoque de 13,60 m (1 inscrit) | Pen Duick : monocoque de 13,60 m (1 inscrit) | Pen Duick : monocoque de 13,60 m (1 inscrit) | Pen Duick : monocoque de 13,60 m (1 inscrit) | Pen Duick : monocoque de 13,60 m (1 inscrit) | Pen Duick : monocoque de 13,60 m (1 inscrit) | Pen Duick : monocoque de 13,60 m (1 inscrit) |
| Concurrent                                   | Concurrent                                   | Bateau                                       | Bateau                                       | Bateau                                       | Arrivée                                      | Arrivée                                      | Arrivée                                      |                                              |                                              |                                              |
| Skipper                                      | Nationalité                                  | Nom du bateau                                | Lancement                                    | Architectes                                  | Date                                         | Temps                                        | Moyenne (nœuds)                              |                                              |                                              |                                              |
| -------------------------------------------- | -------------------------------------------- | -------------------------------------------- | -------------------------------------------- | -------------------------------------------- | -------------------------------------------- | -------------------------------------------- | -------------------------------------------- | -------------------------------------------- | -------------------------------------------- | -------------------------------------------- |
| Loïck Peyron                                 | France                                       | Pen Duick II                                 | 1964                                         | Gilles Costantini / Éric Tabarly             | Abandon le 4 mai (avaries multiples)         | Abandon le 4 mai (avaries multiples)         | Abandon le 4 mai (avaries multiples)         | Abandon le 4 mai (avaries multiples)         | Abandon le 4 mai (avaries multiples)         |                                              |